# لوردس گوری‌یل
لوردس گوری‌یل (انگلیسی: Lourdes Gourriel؛ زادهٔ ۹ مارس ۱۹۶۷) بازیکن بیسبال اهل کوبا بود.